# سوفیانه خیاط
سوفیانه خیاط (انگلیسی: Sofiane Khayat؛ زادهٔ ۵ مهٔ ۱۹۹۹) بازیکن فوتبال اهل فرانسه است که در پست هافبک بازی می‌کند.
از باشگاه‌هایی که در آن بازی کرده‌است می‌توان به باشگاه فوتبال نانسی اشاره کرد.
وی همچنین در تیم ملی فوتبال زیر ۲۰ سال تونس بازی کرده‌است.